# Royal London Society for the Blind
Royal London Society for the Blind (Kraljevo londonsko društvo za slepe, kratica RLSB) je angleško dobrodelno društvo za pomoč slepim in slabovidnim, ki ga je leta 1838 ustanovil Thomas Mark Lucas. Lucas je bil pionir na področju branja s tipanjem in je omogočil uvedbo danes mednarodno veljavne oblike Braillove pisave. Poleg pedagoških aktivnosti je ponujala RLSB prve delovne tečaje, v katerih so slabovidnim ljudem omogočali nove vadbene in delovne možnosti.
RLSB je splošno koristna organizacija, ki ponuja slepim, slabovidnim in ljudem z drugimi posebnimi potrebami vsake starosti, strokovne in moderne izobraževalne možnosti ter se z njihovimi potrebami in zahtevami identificirajo. Glavni kvartir se nahaja na Dorton Campusu (London), kjer organizacija upravlja Dorton College of Further Education, Brian Johnston Centre z vrtcem in storitvami za pomoč družinam ter Dorton House School. Od leta 2001 ponuja Dorton House School, ena od RLSB vodenih šol za slepe, delovno mesto v tujini za socialne delavce.